# Napal Jungur
Napal Jungur is een bestuurslaag in het regentschap Seluma van de provincie Bengkulu, Indonesië. Napal Jungur telt 925 inwoners (volkstelling 2010).